# Aeropuerto de Umiujaq
El Aeropuerto de Umiujaq (del inglés: Umiujaq Airport) (IATA: YUD, OACI: CYMU) está ubicado cerca al pueblo de Umiujaq, Quebec, Canadá.

## Aerolíneas y destinos
- Air Inuit
  - Inukjuak / Aeropuerto de Inukjuak
  - Kuujjuarapik / Aeropuerto de Kuujjuarapik